# Championnat de Djibouti de football
Le championnat de Djibouti de football a été créé en 1987.

## Palmarès
| Année     | Champion                             |
| 1987      | AS Etablissements Marill (1)         |
| 1988      | Association sportive Arta/Solar7 (1) |
| 1989-1990 | Pas de championnat                   |
| 1991      | AS Aéroport (1)                      |
| 1992-1993 | Pas de championnat                   |
| 1994      | Force Nationale de Police (1)        |
| 1995      | Force Nationale de Police (2)        |
| 1996      | Force Nationale de Police (3)        |
| 1997      | Force Nationale de Police (4)        |
| 1998      | Force Nationale de Police (5)        |
| 1999      | Force Nationale de Police (6)        |
| 2000      | Association sportive Arta/Solar7 (2) |
| 2001      | Force Nationale de Police (7)        |
| 2002      | AS Boreh (1)                         |
| 2003      | AS Gendarmerie nationale (1)         |
| 2004      | AS Gendarmerie nationale (2)         |
| 2005      | Association sportive Arta/Solar7 (3) |
| 2006      | Société Immobilière Djibouti FC (1)  |
| 2007      | Association sportive Arta/Solar7 (4) |
| 2008      | Société Immobilière Djibouti FC (2)  |
| 2009      | AS Ali Sabieh (1)                    |
| 2010      | AS Port (1)                          |
| 2011      | AS Port (2)                          |
| 2012      | AS Port (3)                          |
| 2013      | AS Ali Sabieh (2)                    |
| 2014      | AS Ali Sabieh (3)                    |
| 2015      | AS Ali Sabieh (4)                    |
| 2016      | AS Ali Sabieh (5)                    |
| 2017      | AS Ali Sabieh (6)                    |
| 2018      | AS Ali Sabieh (7)                    |
| 2019      | AS Port (4)                          |
| 2020      | CF Garde Républicaine/SIAF (1)       |
| 2021      | Association sportive Arta/Solar7 (5) |
| 2022      | Association sportive Arta/Solar7 (6) |
| 2023      | CF Garde Républicaine/SIAF (2)       |
| 2024      | Association sportive Arta/Solar7 (7) |

## Bilan
| Club                             | Titres | Années                                   |
| Force Nationale de Police        | 7      | 1994, 1995, 1996, 1997, 1998, 1999, 2001 |
| AS Ali Sabieh                    | 7      | 2009, 2013, 2014, 2015, 2016, 2017, 2018 |
| Association sportive Arta/Solar7 | 7      | 1988, 2000, 2005, 2007, 2021, 2022, 2024 |
| AS Port                          | 4      | 2010, 2011, 2012, 2019                   |
| AS Gendarmerie nationale         | 2      | 2003, 2004                               |
| Société Immobilière Djibouti FC  | 2      | 2006, 2008                               |
| CF Garde Républicaine/SIAF       | 2      | 2020, 2023                               |
| AS Etablissements Marill         | 1      | 1987                                     |
| AS Aéroport                      | 1      | 1991                                     |
| AS Boreh                         | 1      | 2002                                     |